# Acacia nitidula
Acacia nitidula är en ärtväxtart som beskrevs av George Bentham. Acacia nitidula ingår i släktet akacior, och familjen ärtväxter. Inga underarter finns listade i Catalogue of Life.